# توماس كلير
توماس كلير (20 أغسطس 1883 في المملكة المتحدة - 6 مايو 1940 في المملكة المتحدة) (بالإنجليزية: Thomas Clare)‏ هو لاعب كريكت بريطاني (وحمل سابقاً جنسية المملكة المتحدة لبريطانيا العظمى وأيرلندا). لعب مع نادي مقاطعة ورسسترشاير للكريكيت ‏.

## وصلات خارجية
- توماس كلير على موقع إي آس بي آن كريك إنفو (الإنجليزية)